# Cold Gin
Cold Gin je píseň americké rockové skupiny Kiss vydaná na albu Kiss. Píseň vyšla 18. února a stala se klasickým songem skupiny. Objevila se na mnoha kompilacích a velice často je hrána na koncertech.

## Další výskyt
„Cold Gin“ se objevila na následujících albech Kiss:
- Kiss - originální studiová verze
- Alive! - koncertní verze
- The Originals - studiová verze
- Double Platinum - remixovaná verze
- Killers - studiová verze
- Greatest Kiss - studiová verze
- The Box Set - Alive! verze
- Gold - Alive! verze
- Kiss Chronicles: 3 Classic Albums - studio verze
- Kiss Alive! 1975–2000 - Alive! verze
- Ikons - studiová verze

## Sestava
- Paul Stanley – zpěv, rytmická kytara
- Gene Simmons – zpěv, basová kytara
- Ace Frehley – sólová kytara, basová kytara
- Peter Criss – zpěv, bicí, perkuse